# Rudolf Rieder
Rudolf Rieder (* 2. Januar 1940 in Wien) ist ein österreichischer Physiker.
Rieder studierte ab 1958 Physik an der Universität Wien und wurde 1966 promoviert. Danach war er bis 1971 am Max-Planck-Institut für Chemie (MPIC) in Mainz bei Heinrich Wänke, danach bei der Rudolf Sacher Gesellschaft und der Technicon GmbH in Wien tätig und ab 1986 wieder am MPIC in Mainz in der Abteilung Kosmochemie. Von 1986 bis 1989 arbeitete er an der russischen Phobos-Mission zum Mars mit.
Mit Heinrich Wänke entwickelte er in Mainz das APX-Spektrometer der Pathfinder-Mission, die 1997 die ersten chemischen Gesteinsanalysen auf dem Mars durchführte. 1997 wurden beide Wissenschaftler des Jahres in Österreich.